# Can Plaià
Can Plaià és una obra del municipi de Garriguella (Alt Empordà) inclosa en l'Inventari del Patrimoni Arquitectònic de Catalunya. Està situat al bell mig del nucli urbà de la població de Garriguella, a la zona central del carrer Gran i amb façana posterior al carrer de Santa Eulàlia.

## Descripció
Es tracta d'un edifici entre mitgeres de planta rectangular, format per dues crugies adossades, i distribuït en planta baixa, pis i un altell afegit posteriorment. La part davantera de la construcció presenta la coberta plana amb terrat, mentre que l'altell i la part posterior de l'edifici són coberts amb teulada a dues vessants. La façana principal presenta dos grans portals d'arc rebaixat a la planta baixa, però destaca per la decoració del revestiment, simulant plafons de pedra horitzontals. Al pis hi ha un balcó corregut amb llosana motllurada i barana de ferro decorada, al que hi tenen sortida dos finestrals rectangulars. A mode decoratiu, aquestes obertures estan situades entre quatre pilastres adossades, que sostenen un entaulament motllurat en gradació.
Al mig dels dos finestrals hi ha una altra obertura de les mateixes característiques, tot i que cegada. Damunt dels finestrals hi ha tres timpans d'arc de mig punt també motllurats. La façana queda rematada per un ràfec voluminós, sobre el que descansa la balustrada que delimita la terrassa de la coberta. La façana posterior presenta a la planta baixa un porxo cobert amb terrassa a la primera planta. Hi donen accés dues grans obertures d'arc de mig punt de pedra, sostingudes per pilastres quadrades amb capitells motllurats. A l'interior del porxo, un portal d'arc rebaixat bastit amb maons dona accés a la casa. La terrassa està delimitada per una balustrada i els dos finestrals que li donen accés són de mig punt, amb porticons de fusta treballats. Tota la construcció es troba arrebossada i pintada.